# Vatikanstatens militær
Vatikanstatens militær er Vatikanets militære styrke og består siden 1970 af Schweizergarden.

## Historie
Da paven var en verdslig hersker i Italien havde Kirkestaten egne hære og flåder. Kirkestatens hær bestod i 1865 af mellem 10.000 og 15.000 mand. Den bestod blandt andet af Zuave Pontificale, Carabinieri Estiere, Legione d'Antibo, Infanteria Nativa, dragoner og artilleri. De fleste soldater var irske, franske og tyske katolikker. Officererne kom fra katolske adelsfamilier, blandt andet fra Tyskland. Da Kirkestaten opgik i Italien i 1870, beholdt den Hellige Stol fire militærkorps i sin tjeneste. I 1970 blev alle disse korps pånær Schweizergarden nedlagt som led i den katolske kirkes modernisering efter Andet Vatikankoncil.

## Vatikanets militære enheder
- Schweizergarden (Guardia svizzera pontificia), som blev oprettet 1506, udgør i dag Vatikanets armé på 110 mand, rekrutteret fra de katolske kantoner i Schweiz. Schweizergarden er den eneste tilbageværende enhed i Vatikanets militær.

- Pavelige adelsgarde (Guardia nobile pontificia) blev dannet 1801 som en hestgarde, men omdannedes 1870 til en fodgarde. Garden bestod af adelsmænd som frivilligt tjenestegjorde på egen regning. Adelsgarden blev nedlagt i 1970.

- Palatinergarden (Guardia palatina d'onore), som blev dannet 1850, var oprindeligt en infanterimilits, men bestod efter 1870 af frivilligt tjenestegørende mandskab. Palatinergarden blev nedlagt i 1970.

- Pavelige gendarmeri (Gendarmeria Pontificia), som oprettedes 1861, havde til opgave at bevogte det pavelige palads og Peterskirken. Det var kendt for at bære enorme bjørneskindshuer ved paraderne. Da det blev nedlagt i 1970, blev dets politiopgaver overført til et nydannet politikorps (Corpo di Vigilanza), i dag Vatikanstatens gendarmeri.

I dag varetages militære og politimæssige opgaver i Vatikanstaten af Schweizergarden, Vatikanstatens gendarmeri og en særlig enhed fra det italienske statspoliti (Ispettorato di pubblica sicurezza presso il Vaticano).